# Проскрипция
Проскрипция (лат. proscriptio от proscribere – „писмено обнародване, огласяване“) в Древен Рим се нарича списък на лица, обявени извън закона. За предаването или убийството на някой от включените в списъка се дава награда, а за укриването му – смъртно наказание. Имуществото на проскрибираните се конфискува, а потомците им се лишават от почетни права и състояние. Изобретени и въведени от Сула като средство за масов политически терор (82 – 81 г. пр.н.е.), проскрипциите са използвани от него и приближените му също и за оправяне на лични сметки с проскрибираните и като начин за обогатяване. С проскрипции започва и властта на втория триумвират (Октавиан Август, Марк Антоний и Марк Емилий Лепид).